# În seră
În seră este o pictură în ulei pe pânză din 1879 a pictorului francez Édouard Manet, aflată la Alte Nationalgalerie din Berlin, înfățișând prietenii lui Manet, un cuplu, într-un seră. Există o ambiguitate în pictură care i-a determinat pe criticii de artă să caracterizeze relația de cuplu în moduri divergente.

## Descriere
Cadrul este o seră din Rue d’Amsterdam 70 din Paris, deținut pe atunci de pictorul Georg von Rosen și pe care Manet l-a folosit ca studio pentru nouă luni în 1878 și 1879. La o primă vedere, vedem un dublu portret al unui cuplu la modă și atractiv, de un anumit rang social. Sunt prietenii lui Manet, familia Guillemet, care deținea un magazin de îmbrăcăminte. Statutul lor marital este observat prin inelele lor, iar apropierea mâinilor lor este un indiciu de intimitate. Femeia ajunge în centrul atenției portretului, figura fiind mai proeminentă, așezată și îmbrăcată color. Separarea lor fizică - cu soțul Jules prezentat în haine întunecate în spatele băncii - lipsa lor de implicare cu privitorul și privirile lor abstracte creează un sentiment de detașare, care a fost tema principală în critica modernă a operei.
Pictura a fost expusă în Salonul de la Paris din 1879 și a fost considerată surprinzător de conservatoare pentru Manet. Jules-Antoine Castagnary a scris în mod ironic „Dar ce este aceasta? Fața și mâinile desenate mai atent decât de obicei: Manet face concesii publicului?” - și a spus că înfățișează „eleganța vieții mondene”.